# Edward Asner

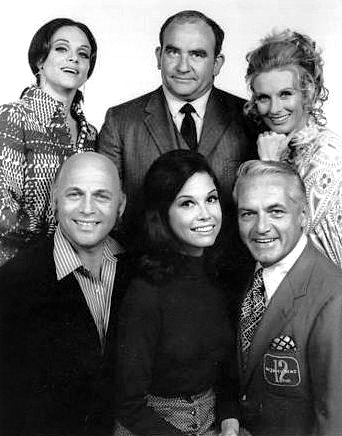
Obsada sitcomu The Mary Tyler Moore Show w 1970 (Asner stoi w drugim rzędzie, w środku)

Eddie Asner (ur. 15 listopada 1929 w Kansas City, zm. 29 sierpnia 2021 w Los Angeles) – amerykański aktor filmowy, teatralny i telewizyjny. Był laureatem siedmiu nagród Emmy (zdobył 17 nominacji) i pięciu Złotych Globów.

## Życiorys
Urodził się w rodzinie pochodzenia żydowskiego. Kształcił się w Wyandotte High School i na Uniwersytecie w Chicago. W 1955 debiutował na Broadwayu jako Bob Piła w musicalu Bertolta Brechta Opera za trzy grosze. Rola Lou Granta w sitcomie CBS The Mary Tyler Moore Show (1970–1977) przyniosła mu dwukrotnie Złoty Glob dla najlepszego aktora drugoplanowego w serialu, miniserialu lub filmie telewizyjnym (1972, 1976) i trzykrotnie nagrodę Emmy dla najlepszego aktora drugoplanowego w serialu komediowym (1971, 1072, 1975). Za rolę Axela Jordache’a w miniserialu ABC Pogoda dla bogaczy (Rich Man, Poor Man, 1976) zdobył nagrodę Emmy dla najlepszego aktora gościnnego w serialu dramatycznym i Złoty Glob dla najlepszego aktora drugoplanowego w serialu, miniserialu lub filmie telewizyjnym. Jako kapitan Thomas Davies w miniserialu ABC Korzenie (Roots, 1977) został uhonorowany nagrodą Emmy za najlepszy gościnny występ w serialu dramatycznym. Za rolę tytułową w serialu krymialnym CBS Lou Grant (1977–1982) dostał dwukrotnie Złoty Glob (1978, 1980) i dwukrotnie nagrodę Emmy (1978, 1980).
25 września 1992 otrzymał własną gwiazdę w Alei Gwiazd w Los Angeles znajdującą się przy 6363 Hollywood Boulevard.
Zmarł 29 sierpnia 2021 w wieku 91 lat.

## Wybrana filmografia
- 1962: Kid Galahad – Frank Gerson
- 1965: Wątła nić – detektyw Judd Ridley
- 1966: El Dorado – Bart Jason
- 1969: Złamane śluby – porucznik Moretti
- 1976: Pogoda dla bogaczy – Axel Jordache
- 1977: Korzenie – kapitan Davies
- 1981: Fort Apache, Bronx – kapitan Dennis Connolly
- 1985: Historie biblijne – Jozue (głos, odc. 3)
- 1987: Pinokio i Władca Ciemności – Sylvester J. Scalawag (głos)
- 1990: Królewna Śnieżka – Nowe przygody – Scowl (głos)
- 1991: JFK – Guy Bannister
- 1990–1996: Kapitan Planeta i planetarianie – Knur Chciwiec (głos)
- 1994–1998: Spider-Man – J. Jonah Jameson (głos)
- 1994–1997: Gargoyles – Hudson (głos)
- 1995–1998: Freakazoid! –  sierżant Podpucha (głos)
- 1997: Opowieść wigilijna – Marley (głos)
- 1999: Kawaler – Sid Gluckman
- 2002: Ojciec Giovanni – Jan XXIII – Jan XXIII
- 2003: Spider-Man: The New Animated Series – oficer Barr (głos)
- 2003: Elf – Święty Mikołaj
- 2006: Kartka świąteczna – Luke Spelman
- 2008–2009: The Spectacular Spiderman – wujek Ben (głos)
- 2012: Finn sam w domu: Świąteczny skok – pan Carson
- 2019: Już nie żyjesz – Abe Rifkin
- 2020: Współczesna rodzina – Herschel